# Viltmuts
Viltmuts (Pogonatum) is een geslacht uit de haarmosfamilie (Polytrichaceae). Het geslacht telt ongeveer 70 soorten.

## Kenmerken
De middelgrote tot robuuste planten zijn enkelvoudig of vertakt. De bladeren hebben aan de onderkant een brede, chlorofylvrije schede en daarboven een smallere lansvormige lamina. De bladnerf vult een groot deel van het blad en is aan de bovenkant dicht bezet met talrijke longitudinaal gerichte lamellen. De bladranden zijn meestal gezaagd of gekarteld.
De eivormige tot kort-cilindrische sporenkapsel zonder ontwikkelde hypofyse en zonder stomata heeft 32 (zelden 16) peristoomtanden en een ronde, snavelvormige deksel. De muts- of klokvormige calyptra is dicht behaard.

## Verspreiding
Het geslacht heeft een kosmopolitische verspreiding. Het is voornamelijk te vinden in Aziatische landen met een tropisch klimaat.
Orde Polytrichales 

Familie Polytrichaceae (haarmosfamilie)

Geslachten:
Alophosia · 
Atrichopsis · 
Atrichum (rimpelmos) · 
Bartramiopsis · 
Dawsonia · 
Dendroligotrichum · 
Hebantia · 
Itatiella · 
Lyellia · 
Meiotrichum · 
Notoligotrichum · 
Oligotrichum · 
Plagioracelopus · 
Pogonatum (viltmuts) · 
Polytrichadelphus · 
Polytrichastrum · 
Polytrichum (haarmos) · 
Pseudatrichum · 
Psilopilum · 
Steereobryon